# Maria Janion
Maria Janion (Mońki, 24 de diciembre de 1926-Varsovia, 23 de agosto de 2020) fue una estudiosa de la filología y cultura polacas, escritora y catedrática universitaria.

## Reseña biográfica
Se crio en Vilna, donde asistió a la escuela clandestina, cuando los invasores nazis prohibieron que los polacos estudiaran. Al finalizar la Segunda Guerra Mundial, cuando esa ciudad dejó de ser parte de Polonia, se trasladó con su familia a Bydgoszcz. Se inscribió en el Partido Obrero Unificado Polaco, del que fue expulsada en 1979. Desde 1949 radicó en Varsovia.

## Estudios realizados
Estudió Filología Polaca en la Universidad de Łódź y luego en la Universidad de Varsovia.

## Libros publicados
- Lucjan Siemieński, poeta romántico (Lucjan Siemieński, poeta romantyczny), PIW, Varsovia, 1955.
- Zygmunt Krasiński, inicio y madurez (Zygmunt Krasiński, debiut i dojrzałość) , Wiedza Powszechna, Varsovia 1962.
- Romanticismo. Estudio sobre las ideas y el estilo (Romantyzm. Studia o ideach i stylu), PIW, Varsovia, 1969.
- Romanticismo, revolución, marxismo. Coloquios de Gdańsk (Romantyzm, rewolucja, marksizm. Colloquia gdańskie), Wydawnictwo Morskie, Gdańsk, 1972.
- Las Ciencias Humanas: conocimiento y terapia (Humanistyka: Poznanie i terapia), PIW, Varsovia, 1974, reedición: 1982.
- La fiebre romántica (Gorączka romantyczna), PIW, Varsovia, 1975, reedición: słowo/obraz terytoria, Gdańsk, 2007.
- Renovación de las ideas (Odnawianie znaczeń), Wydawnictwo Literackie, Cracovia, 1980 .
- El tiempo de la forma abierta (Czas formy otwartej), PIW, Varsovia, 1984.
- Frente al mal (Wobec zła), Verba, Chotomów 1989.
- La vida póstuma de Konrad Wallenrod (Życie pośmiertne Konrada Wallenroda), PIW, Varsovia, 1990.
- Proyecto de crítica fantasmagórica. Bocetos sobre la existencia de humanos y espíritus (Projekt krytyki fantazmatycznej. Szkice o egzystencjach ludzi i duchów), PEN, Varsovia, 1991.
- La fragua de la naturaleza (Kuźnia natury), Gdańsk 1994.
- Las mujeres y el espíritu de otredad (Kobiety i duch inności), Sic!, Varsovia 1996.
- ¿Acaso sabrás lo que viviste? (Czy będziesz wiedział, co przeżyłeś), Editorial Sic!, Varsovia, 1996.
- El llanto del general. Ensayos sobre la guerra (Płacz generała. Eseje o wojnie), Editorial Sic!, Varsovia, 1998.
- Hacia Europa junto con nuestros muertos (Do Europy tak, ale razem z naszymi umarłymi), Sic!, Varsovia, 2000.
- El manto púrpura de Mickiewicz. Purpurowy płaszcz Mickiewicza. Estudio sobre la historia de la mentalidad y la poesía (Studium z historii poezji i mentalności), słowo/obraz terytoria, Gdańsk, 2001.
- Viviendo perdemos la vida: temas perturbadores de la existencia (Żyjąc tracimy życie: niepokojące tematy egzystencji), W.A.B., Varsovia, 2001.
- Biografía simbólica del vampiro (Wampir: biografia symboliczna), słowo/obraz terytoria, Gdańsk, 2002.
- Obra escogida (Prace wybrane), tomos 1-5, al cuidado de Małgorzata Czermińska, Universitas, Cracovia, 2000-2002:
  - t. 1 La fiebre romántica (Gorączka romantyczna), 2000;
  - t. 2 Tragicismo, historia y privacidad (Tragizm, historia, prywatność), 2000;
  - t. 3 El mal y las quimeras (Zło i fantazmaty), 2001;
  - t. 4 El romanticismo y sus medios (Romantyzm i jego media), 2001;
  - t. 5 Biografías románticas (Biografie romantyczne), 2002.
- La inaudita eslavidad: las quimeras de la literatura (Niesamowita Słowiańszczyzna: fantazmaty literatury), Wydawnictwo Literackie, Cracovia, 2006.[2]
- Héroe, conspiración y muerte: lecturas judías (Bohater, spisek, śmierć: wykłady żydowskie), W.A.B., 2009
  - (Hero, Conspiracy, and Death: The Jewish Lectures, traducido al inglés por Alex Shannon, 2014).

En coautoría con Maria Żmigrodzka:
- El romanticismo y la historia (Romantyzm i historia), PIW, Varsovia, 1978, reedición: słowo/obraz terytoria, Gdańsk, 2001.
- La odisea de la educación. La visión de Goethe en "Los años de aprendizaje de Wilhelm Meister" (Odyseja wychowania. Goetheańska wizja człowieka w „Latach nauki i latach wędrówki Wilhelma Meistra”), Aureus, Cracovia, 1998.
- El romaticismo y la existencia. Fragmentos de una obra inconclusa (Romantyzm i egzystencja. Fragmenty niedokończonego dzieła), słowo/obraz terytoria, Gdańsk, 2004.

En coautoría con Ryszard Przybylski:
- El caso de Stawrogin (Sprawa Stawrogina), con un epílogo de T. Komendant, Sic!, Varsovia, 1996.